# Andy Sherry
Andy Sherry (* 9. Juli 1943 in Liverpool) ist einer der ältesten britischen Karateka und der Chefausbilder der Karate Union of Great Britain (KUGB).

## Biografie
Der in Liverpool geborene Andy Sherry zeigte schon als junger Mann Interesse an Kampfsportarten. Zunächst trainierte er Judo und Jujutsu, woraufhin er Interesse an Karate bekam und 1959 das Training aufnahm. Nach nur sieben Jahren war er 1966 die erste Person im Vereinigten Königreich, die sich einen schwarzen Gürtel im Shotokan-Karate verdiente; trainiert hatte er bei Japan-Karate-Association-Trainer Keinosuke Enoeda.
Ebenfalls 1966 gewann Sherry die erste British All-styles Championship, bei der er Karateka aller Stile Großbritanniens besiegte. 1968 schloss er an seinen Erfolg an, indem er Europäischer Meister für Kumite wurde. Er dominierte die KUGB für vier Jahre (1967 bis 1970) im Bereich Kata und 1968 bis 1970 im Bereich Kumite.
In Fachkreisen war Andy für die Benutzung des yori-ashi gyaku-tsuki bekannt; viele andere Wettbewerbsteilnehmer scherzten sogar, dass er nur diese eine Technik beherrsche.
Obwohl er sich 1977 vom Wettbewerb zurückzog, trainierte er weiterhin das internationale KUGB-Team und tut dies selbst heute noch. Außerdem betreibt er nun seinen eigenen Karateclub, the Liverpool Red Triangle. Sherry erreichte den 8. Dan im Shotokan und ist damit der höchstgraduierte britische Karateka.